# Stefanie Scherer
Stefanie Scherer (* 13. Mai 1996) ist eine deutsche Biathletin. Sie wurde 2021 Europameisterin in der Single-Mixed-Staffel und gewann 2025 mit der deutschen Frauenstaffel ein Rennen im Weltcup.

## Karriere
Stefanie Scherer stammt aus Wall, einem Ortsteil der Gemeinde Warngau im oberbayerischen Landkreis Miesbach, und startet für den dortigen Skiclub. Sie trainiert am Stützpunkt Ruhpolding in der Chiemgau-Arena in der Gruppe von Andreas Birnbacher. Scherer ist bei der Polizei Bayern als Spitzensportlerin angestellt und bekleidet den Rang einer Polizeimeisterin.

### Anfänge
Stefanie Scherer begann ihre sportliche Laufbahn zunächst im Skilanglauf und gewann dort 2012 bei den Nordischen Skispielen der OPA gemeinsam mit Julia Rohrer und Katharina Hennig die Silbermedaille im Teamwettbewerb. Im selben Jahr wechselte sie zum Biathlon.
Im Nachwuchsbereich belegte Scherer in der Saison 2014/15 Platz zwölf und in der Saison 2015/16 Platz fünf in der Deutschlandpokalwertung ihrer Altersklasse. Im Frühjahr 2016 wurde sei erstmals in den Förderkader des Deutschen Skiverbands aufgenommen. Im Dezember desselben Jahres gewann sie ihr erstes Rennen in dieser Rennserie und qualifizierte sich für ihre ersten internationalen Rennen bei den Junioreneuropameisterschaften 2017 in Nové Město na Moravě, wo sie allerdings nicht konkurrenzfähig war. Im weiteren Verlauf der Saison verpasste sie die Qualifikation für die Juniorenweltmeisterschaften und beendete die Deutschlandpokalwertung der Juniorinnen als Dritte.
Zur Saison 2017/18 wechselte Scherer vom Junioren- in den Seniorenbereich. Im Herbst 2017 bei den Deutschen Meisterschaften gewann sie gemeinsam mit Sophia Schneider und Sarah Schaber die Bronzemedaille im Staffelrennen mit der zweiten Mannschaft des Bayerischen Skiverbands. In der Wintersaison startete sie erneut im Deutschlandpokal und erhielt keine internationalen Renneinsätze. Mit insgesamt fünf Podiumsplätzen belegte sie den zweiten Platz in der Gesamtwertung.

### Erfolge im IBU-Cup und erster Weltcupstart (2018 bis 2021)
In der Saison 2018/19 startete Scherer den Winter erneut im Deutschlandpokal. Nachdem sie im Dezember in Martell beide Rennen gewonnen hatte, wurde sie im Januar zum ersten Mal für den IBU-Cup nominiert. Nach einem zwölften Platz bei ihrem ersten Rennen in Duszniki-Zdrój kam sie am Arber und in Lenzerheide nicht über Platz 20 hinaus und musste in den Deutschlandpokal zurückkehren. Nach einem Sieg in Kaltenbrunn durfte sie zum Saisonfinale in Martell wieder im IBU-Cup starten und erreichte im letzten Rennen des Winters, dem Massenstart 60, als Drittplatzierte hinter Caroline Colombo und Karoline Offigstad Knotten ihre erste Podiumsplatzierung. 
Zur Saison 2019/20 erhielt Scherer vom DSV erstmals einen Platz in der B-Mannschaft. Im September gewann sie im Staffelrennen bei den Deutschen Meisterschaften im Biathlon die Silbermedaille. In den Winter stieg sie verspätet zur dritten Station des IBU-Cups Ende Dezember in Obertilliach ein. Dort gewann sie bereits ihr erstes Saisonrennen, das Kurz-Einzel, deutlich mit fast einer Minute Vorsprung vor Anastassija Merkuschyna und Anna Weidel. Auch die Single-Mixed-Staffel entschied sie an der Seite von Lucas Fratzscher für sich. Nach dem Jahreswechsel lief Scherer im Januar in Osrblie und im Februar in Martell regelmäßig in die Top Ten, erreichte aber keinen weiteren Podiumsplatz. Bei den Europameisterschaften Ende Februar in Minsk gewann sie gemeinsam mit Justus Strelow Silber in der Single-Mixed-Staffel; ihr bestes Einzelresultat war Platz acht. Beim IBU-Cup-Finale, das in der Folgewoche am selben Ort stattfand, blieb sie in allen Rennen fehlerfrei und wurde in den beiden Sprints Zweite und Siebte und gewann im abschließenden Massenstart ihr zweites Rennen der Saison. Die Gesamtwertung beendete sie damit auf Platz vier. Nach diesen Leistungen wurde Scherer Mitte März 2020 in Kontiolahti erstmals für den Weltcup nominiert. Im Sprint verpasste sie mit drei Schießfehlern als 63. die Qualifikation für die Verfolgung; danach wurde die Saison aufgrund der COVID-19-Pandemie abgebrochen.
Die IBU-Cup-Saison 2020/21 begann aufgrund der Pandemie verspätet erst im Januar 2021. Scherer konnte am Arber vor allem läuferisch in den Einzelrennen nicht an die Leistungen der Vorsaison anknüpfen, erreichte aber zwei Podestplätze in Staffelwettbewerben. Bei den Europameisterschaften in Duszniki lief sie in der Single-Mixed-Staffel erneut mit Justus Strelow und gewann die Goldmedaille. Im weiteren Saisonverlauf erreichte sie mit schwachem Schießen und Laufen meist Ergebnisse jenseits von Platz 30 und belegte in der Gesamtwertung am Ende der Saison Platz 28.

### Formschwäche und keine internationalen Rennen (2021 bis 2023)
Vor der Saison 2021/22 verpasste Stefanie Scherer die Qualifikation für die internationalen Rennserien. Sie verbrachte die gesamte Saison im Deutschlandpokal und wurde, obwohl sie zehn von elf Rennen auf dem Podium bei den Erwachsenen beendete und in Kaltenbrunn und Buntenbock insgesamt vier Rennen gewann, nicht für den IBU-Cup nominiert. Am Ende des Winters gewann sie die Deutschlandpokal-Gesamtwertung der Frauen, obwohl sie das Saisonfinale im März ausgelassen hatte. Im Frühjahr 2022 verlor Scherer ihren Platz im DSV-Kader. Die Saison 2022/23 verlief ähnlich wie die vorherige; erneut lief Scherer im Winter ausschließlich Deutschlandpokal-Rennen, bei denen sie mit fünf Siegen und insgesamt neun Podestplätzen in der Erwachsenenklasse erfolgreich war und die Gesamtwertung gewann, erhielt aber dennoch keinen Einsatz im IBU-Cup.

### Erneute Erfolge im IBU-Cup (seit 2023)
Zur Saison 2023/24 erhielt Scherer wieder einen Platz im Förderkader des DSV. Im Sommer nahm sie an den Sommerbiathlon-Weltmeisterschaften teil und gewann bei den Deutschen Meisterschaften in Ruhpolding Bronze im Sprint. Vor Beginn des Winters verpasste sie zum dritten Mal in Folge die Qualifikation für die internationalen Rennserien. Sie stieg im Dezember in Oberwiesenthal mit einem Sieg und einem zweiten Platz in den Deutschlandpokal ein. Anfang Januar 2024 wurde sie nach einem Ausfall von Anna Weidel für den IBU-Cup in Martell nachnominiert und belegte bei ihren ersten Rennen nach fast drei Jahren die Plätze neun und zehn in Sprint und Verfolgung. Bei den Europameisterschaften Ende Januar in Osrblie wurde sie im Einzel ebenfalls Zehnte. Am Arber verpasste Scherer im Sprint als Vierte nur knapp das Podest. Dieses erreichte sie beim Saisonfinale Anfang März in Obertilliach, als sie den Sprint fehlerfrei für sich entschied und ihren ersten IBU-Cup-Sieg in drei Jahren erreichte.
Zur Saison 2024/25 wurde Stefanie Scherer vom Deutschen Skiverband in die Lehrgangsgruppe 1b, d. h die B-Mannschaft aufgenommen, die von ihrem Heimtrainer Andreas Birnbacher betreut wird. Vor Beginn des Winters gewann sie die interne Qualifikation für den IBU-Cup. Beim Saisonbeginn in Idre und Geilo erreichte sie mit schwachem Schießen Ergebnisse um Platz 20. Vor Weihnachten konnte sie sich in Obertilliach deutlich steigern und den Massenstart 60 fehlerfrei gewinnen. In der Single-Mixed-Staffel belegte sie an der Seite von Roman Rees Platz drei. Nach dem Jahreswechsel war sie am Arber mit einem zwölften und zwei achten Plätzen die beste deutsche Starterin. In der Folge wurde sie für den Weltcup in Ruhpolding nominiert. Dort wurde sie nach Platz 23 im Einzel erstmals für eine Staffel nominiert und erreichte an der Seite von Selina Grotian, Sophia Schneider und Franziska Preuß ihren ersten Weltcupsieg.

## Statistik

### Weltcupsiege
| Nr. | Datum         | Ort        | Disziplin |
| --- | ------------- | ---------- | --------- |
| 1.  | 18. Jan. 2025 | Ruhpolding | Staffel 1 |

### Platzierungen im Biathlon-Weltcup
Die Tabelle zeigt alle Platzierungen (je nach Austragungsjahr einschließlich Olympische Spiele und Weltmeisterschaften).
- 1.–3. Platz: Anzahl der Podiumsplatzierungen
- Top 10: Anzahl der Platzierungen unter den ersten zehn (einschließlich Podium)
- Punkteränge: Anzahl der Platzierungen innerhalb der Punkteränge (einschließlich Podium und Top 10)
- Starts: Anzahl gelaufener Rennen in der jeweiligen Disziplin
- Staffel: inklusive Mixed- und Single-Mixed-Staffeln

| Platzierung            | Einzel | Sprint | Verfolgung | Massenstart | Staffel | Gesamt |
| ---------------------- | ------ | ------ | ---------- | ----------- | ------- | ------ |
| 1. Platz               |        |        |            |             | 1       | 1      |
| 2. Platz               |        |        |            |             |         |        |
| 3. Platz               |        |        |            |             |         |        |
| Top 10                 |        |        |            |             | 1       | 1      |
| Punkteränge            | 1      |        |            |             | 1       | 2      |
| Starts                 | 1      | 1      |            |             | 1       | 3      |
| Stand: 18. Januar 2025 |        |        |            |             |         |        |

### Europameisterschaften
| Europameisterschaft | Europameisterschaft | Einzel | Super- sprint | Sprint | Verfol- gung | Mixed- Staffel | Single-Mixed- Staffel |
| Jahr                | Ort                 | Einzel | Super- sprint | Sprint | Verfol- gung | Mixed- Staffel | Single-Mixed- Staffel |
| ------------------- | ------------------- | ------ | ------------- | ------ | ------------ | -------------- | --------------------- |
| 2020                | Minsk-Raubitschy    | N/A    | 35.           | 8.     | 33.          | –              | 2.                    |
| 2021                | Duszniki-Zdrój      | 7.     | N/A           | 27.    | 19.          | –              | 1.                    |
| 2024                | Brezno-Osrblie      | 10.    | N/A           | 34.    | 34.          | 5.             | –                     |